# Eurostopodus
Genre
Le genre Eurostopodus regroupe plusieurs espèces d'engoulevents appartenant à la famille des Caprimulgidae.

## Liste des espèces
D'après la classification de référence (version 5.1, 2015) du Congrès ornithologique international (ordre phylogénique) :
- Eurostopodus argus – Engoulevent argus
- Eurostopodus mystacalis – Engoulevent moustac
- Eurostopodus nigripennis – Engoulevent des Salomon
- Eurostopodus exul – Engoulevent calédonien
- Eurostopodus diabolicus – Engoulevent satanique
- Eurostopodus papuensis – Engoulevent papou
- Eurostopodus archboldi – Engoulevent d'Archbold